# Rääppisoaivi
Rääppisoaivi är en kulle i Finland. Den ligger i Enare i landskapet Lappland, i den norra delen av landet, 1 000 km norr om huvudstaden Helsingfors. Toppen på Rääppisoaivi är 510 meter över havet. Rääppisoaivi ingår i Maarestunturit.
Terrängen runt Rääppisoaivi är huvudsakligen kuperad, men åt sydväst är den platt.  Trakten runt Rääppisoaivi är nära nog obefolkad, med mindre än två invånare per kvadratkilometer. Det finns inga samhällen i närheten. Omgivningarna runt Rääppisoaivi är i huvudsak ett öppet busklandskap.